# George Miller Sternberg
George Miller Sternberg (Hartwick, 8 giugno 1838 – Washington, 3 novembre 1915) è stato un generale, batteriologo e paleontologo statunitense.

## Biografia
George Sternberg nacque in una famiglia con tradizioni religiose. Suo padre, Levi Sternberg, un pastore luterano che più tardi divenne rettore del Seminario luterano di Hartwick, discendeva da una famiglia tedesca emigrata dal Palatinato nei primi anni del XVIII secolo; la madre, Margaret Miller, era figlia di George B. Miller, un pastore luterano e professore di teologia presso lo stesso seminario di Hartwick. George, nato nel Seminario di Hartwick, era il primo di una numerosa schiera di figli. Fece anch'egli gli studi nel seminario di Hartwick, dove rimase per qualche tempo come insegnante di matematica, chimica e scienze naturali nel periodo in cui studiava medicina privatamente con Horace Lathrop di Cooperstown. Per la sua formazione medica si recò successivamente dapprima all'Università di Buffalo e in seguito al College of Physicians and Surgeons di New York dove conseguì la laurea nel 1860. Esercitò la professione medica a Elizabeth (New Jersey) fino allo scoppio della guerra civile americana (aprile 1861).
Si arruolò nel corpo sanitario dell'esercito USA il 28 maggio 1861 come assistente chirurgo. Il 21 luglio dello stesso anno fu fatto prigioniero nella prima battaglia di Bull Run; dopo essere scappato, contrasse l'ileotifo. Riprese l'attività di medico militare per lo più in ospedali militari, a Portsmouth (Rhode Island) e a Cleveland (Ohio). Negli anni immediatamente successivi alla guerra civile le sue vicende furono quelle tipiche seguì dei giovani ufficiali medici con frequenti spostamenti di sede soprattutto in territori del West. Il 19 ottobre 1865 a Jefferson Barracks, un accampamento militare nel Missouri, sposò Louisa Russell, una giovane donna di Cooperstown che morirà il 15 luglio 1867 a Fort Harker durante un'epidemia di colera. Sternberg si risposerà il 1º settembre 1869 a Indianapolis con Martha L. Pattison.

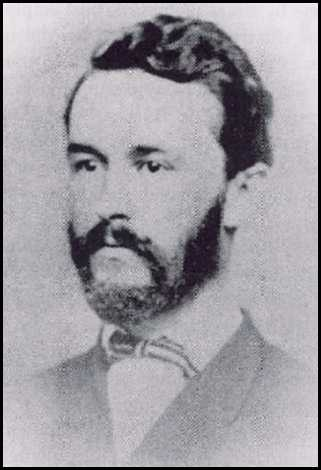
George Miller Sternberg in una foto giovanile

Già durante i primi anni di servizio militare Sternberg cominciò a interessarsi di paleontologia e a raccogliere fossili vegetali nella Formazione Dakota che inviava al famoso paleontologo Léo Lesquereux. Successivamente si dedicò alla ricerca di fossili di vertebrati raccolti nelle formazioni Smoky Hill Chalk e Pierre Shale nel Kansas occidentale e conservati attualmente nella Smithsonian Institution a Washington. Educò all'amore per i fossili il fratello minore Charles Hazelius, che diventerà un famoso paleontologo.
Un'altra malattia infettiva nella quale si imbatté Sternberg fu la febbre gialla, una malattia emorragica con altissima mortalità endemica alla fine del XIX secolo in America centrale; lo stesso Sternberg contrasse la malattia a Fort Barrancas, in Florida. Sternberg osservò che la probabilità di guarigione aumentava qualora il malato fosse portato nelle aree indenni dalla malattia. Scrisse anche due articoli sull'argomento pubblicati nel New Orleans Medical and Surgical Journal: "An Inquiry into the Modus Operandi of the Yellow Fever Poison" nel luglio 1875, e "A Study of the Natural History of Yellow Fever" nel marzo 1877. Il 1º dicembre 1875 Sternberg fu promosso maggiore e nell'aprile 1880 fu invitato a Washington per partecipare a una Commissione per la febbre gialla all'Avana per cercare di comprendere l'etiologia della malattia. L'attività di Sternberg a Cuba comportava l'esame microscopico del sangue e dei tessuti prelevati agli ammalati, Sternberg fu fra l'altro uno dei primi microbiologi a utilizzare la microfotografia. Trascorse tre mesi all'Avana ed ebbe contatti con Carlos Finlay, il medico cubano il quale ha ipotizzato per primo che la febbre gialla fosse trasmessa dalle zanzare.
Nel 1881 Sternberg fu inviato a New Orleans per stabilire se l'agente eziologico della malaria fosse il Plasmodium malariae, come ipotizzava Laveran, o il Bacillus malariae, come avevano ipotizzato Klebs e Tommasi Crudeli. Nel suo rapporto (1881) Sternberg dichiarò che il Bacillus malariae non era causa della malaria. Nello stesso anno Sternberg annunciò, in contemporanea con Pasteur, la scoperta dello Pneumococco, agente patogeno della polmonite. Si interessò sempre di più ai microrganismi: fu il primo scienziato a produrre microfotografie del Micobatterio. Fu inoltre il primo ricercatore americano a studiare i microrganismi anaerobici responsabili della putrefazione (1878); questa attività di ricerca continuò a Washington, sotto l'egida della American Public Health Association, e nei laboratori del Johns Hopkins Hospital di Baltimora. Il suo saggio "Disinfection and Individual Prophylaxis against Infectious Diseases" (1886) fu poi tradotto in diverse lingue è venne insignito del Premio Lomb. Nel 1887 sovrintese la creazione del corpo ospedaliero dell'esercito americano.
Sternberg fu promosso tenente colonnello il 2 gennaio 1891. Nel 1892 ha pubblicato il suo Manual of Bacteriology, il primo trattato di batteriologia negli Stati Uniti. Il 30 maggio 1893 fu promosso al grado di generale di brigata e nominato Surgeon General dal presidente Cleveland. I periodo di nove anni in cui Sternberg fu Surgeon General (1893-1902) furono caratterizzati da un enorme progresso nel campo della batteriologia, oltre che dallo svolgimento della guerra ispano-americana. Con la guerra ispano-americana la struttura sanitaria dell'esercito ottenne un discreto successo nel controllare una epidemia di febbre tifoide (1898). Nel 1900 organizzò la Commissione per la febbre gialla, diretta da Reed, la quale riuscì a stabilire le modalità di trasmissione della pericolosa malattia. Dietro sua raccomandazione fu inoltre istituita a Manila la prima conferenza sulle malattie tropicali (gennaio 1900). Nel 1901 Sternberg soprintese la creazione del corpo infermieristico dell'esercito USA.
Sternberg andò in pensione per limiti di età l'8 giugno 1902. Si ritirò nella propria abitazione di Washington dedicando gli ultimi anni della sua vita ad attività di assistenza sociale, in particolar modo allo studio del miglioramento dell'igiene nelle abitazioni civili e all'assistenza degli ammalati di tubercolosi.